# 上海市普陀区洵阳路小学
上海市普陀区洵阳路小学是位於中國上海市普陀区的一個小學。學校有一块面积为1376平方米的足球场。
學校创办于1958年8月。原校址位於普陀区洵阳路41号，1995年岚皋路小学併入後迁至岚皋路216号。1997年9月，石泉路第二小学并入洵阳路小学。2000年9月，中山北路第六小学併入洵阳路小学。2004年，新光小学两个教学班并入洵阳路小学二年級。